# Hashem Bathaie Golpayenagi
Sayyid Hashem Bathaie Golpayenagi (en persa:سید هاشم بطحایی گلپایگانی; Guged, Golpayegan, 1941-Qom, 16 de marzo de 2020) fue un ayatolá y representante de la provincia de Teherán en la Asamblea de Expertos de Irán. También era un sayyid, estudió en el Seminario de Qom y fue discípulo de Ruhollah Jomeiní y otros ayatolás.
Bathaie se presentó en la lista electoral de Expertos del Pueblo y Amigos de la Moderación en la elección de la Asamblea de Expertos de Irán de 2016.

## Biografía
Realizó estudios de educación primaria en Golpayegan. Después ingresó en el seminario de Qom para estudiar teología, además de continuar con loa estudios clásicos.
Se graduó en filosofía por la Universidad de Teherán y al finalizar el servicio militar regresó al seminario; al tiempo que ejercía como docente en la Universidad de Qom continuó los estudios en la clase de Ruhollah Jomeini, Seyed Mohammad Reza Golpayegani, Hashem Amolí y Seyyed Mohammad Hossein Tabatabai. Viajó a Egipto para realizar un doctorado en filosofía, jurisprudencia y derecho islámicos. Fue transferido al campus universitario de Educación Superior de Qom donde ejerció como profesor, junto con su labor docente en el seminario de Qom.

## Retiro
Fue opositor a la llegada al gobierno del Mahmoud Ahmadinejad y a sus políticas, al igual que otros profesores de la Universidad de Teherán, hecho que motivó su decisión de retirarse.

## Fallecimiento
El 15 de marzo de 2020, Al Arabiya informó sobre la infección por coronavirus de Hashem Bathaie Golpayenagi. El 16 de marzo, Golpayenagi murió a causa de esta infección por COVID-19 a los setenta y nueve años.

## Obras
- Colección Estefatate

- La ética analítica del islam

- Feminismo

- Derechos humanos

- Llamada de la naturaleza

- Misión Fátima Kosar

- La visión familiar y sus reglas en el islam

- Una actitud ante la ley (la ley y su historia)

- Democracia en derecho (una distinción entre el sistema judicial islámico original y el sistema judicial occidental)

- Delitos penales según el Corán

- Puesto de Lotería en Jurisprudencia

- Taqiyya y su posición en la ley

- Qaddaf desde la perspectiva de los libros y la tradición.

- La poesía y su papel en la sociedad.

- Una visión general de los derechos de hombres y mujeres